# Championnat d'Angleterre de football de cinquième division 2014-2015
Navigation
Édition précédente Édition suivante
La saison 2014-2015 de Conference National est la trente-cinquième édition de la cinquième division anglaise.
Les vingt-quatre clubs participants au championnat sont confrontés à deux reprises aux vingt-trois autres.
À la fin de la saison, le champion est promu en League Two et les quatre suivants du classement s'affrontent en playoffs pour une place dans la division supérieure.
Les quatre derniers clubs sont relégués en Conference North et Conference South. La décision d'affectation revient au comité du National League System et elle est déterminée en fonction de la situation géographique des clubs.

## Les 24 clubs participants
| \| A.F.C. Telford United Aldershot Town Alfreton Town Altrincham Barnet Braintree Town Bristol Rovers Chester Dartford Dover Athletic Eastleigh F.C. Halifax Town Forest Green Rovers Gateshead Grimsby Town Kidderminster Harriers Lincoln City Macclesfield Town Nuneaton Town Southport Torquay Welling United Woking Wrexham \| Localisation des clubs engagés dans le championnat. |
| A.F.C. Telford United Aldershot Town Alfreton Town Altrincham Barnet Braintree Town Bristol Rovers Chester Dartford Dover Athletic Eastleigh F.C. Halifax Town Forest Green Rovers Gateshead Grimsby Town Kidderminster Harriers Lincoln City Macclesfield Town Nuneaton Town Southport Torquay Welling United Woking Wrexham                                                           |

| Club                   | Stade                           | Capacité | Ville         |
| ---------------------- | ------------------------------- | -------- | ------------- |
| A.F.C. Telford United  | New Bucks Head                  | 6 300    | Telford       |
| Aldershot Town         | Recreation Ground               | 7 100    | Aldershot     |
| Alfreton Town          | North Street                    | 3 600    | Alfreton      |
| Altrincham             | Moss Lane                       | 6 085    | Altrincham    |
| Barnet                 | The Hive Stadium                | 5 100    | Canons Park   |
| Braintree Town         | Cressing Road                   | 4 145    | Braintree     |
| Bristol Rovers         | Memorial Stadium                | 12 011   | Bristol       |
| Chester                | Deva Stadium                    | 6 000    | Chester       |
| Dartford               | Princes Park                    | 5 327    | Dartford      |
| Dover Athletic         | Crabble Athletic Ground         | 6 500    | Douvres       |
| Eastleigh              | Silverlake Stadium              | 3 500    | Eastleigh     |
| F.C. Halifax Town      | The Shay                        | 14 061   | Halifax       |
| Forest Green Rovers    | The New Lawn                    | 5 147    | Nailsworth    |
| Gateshead              | Gateshead International Stadium | 10 000   | Gateshead     |
| Grimsby Town           | Blundell Park                   | 9 546    | Cleethorpes   |
| Kidderminster Harriers | Aggborough                      | 6 238    | Kidderminster |
| Lincoln City           | Sincil Bank                     | 10 120   | Lincoln       |
| Macclesfield Town      | Moss Rose                       | 6 355    | Macclesfield  |
| Nuneaton Town          | Liberty Way                     | 4 314    | Nuneaton      |
| Swindon Town           | County Ground                   | 4 314    | Swindon       |
| Torquay United         | Plainmoor                       | 6 000    | Torquay       |
| Yeovil Town            | Huish Park                      | 9 978    | Yeovil        |
| Woking                 | Kingfield Stadium               | 6 036    | Woking        |
| Wrexham                | Racecourse Ground               | 10 771   | Wrexham       |

## Compétition

### Classement
Le classement est établi sur le barème de points classique (victoire à 3 points, match nul à 1, défaite à 0).
Pour départager les égalités, on tient d'abord compte de la différence de buts générale, puis du nombre de buts marqués, puis des confrontations directes et enfin si la qualification ou la relégation est en jeu, les deux équipes jouent une rencontre d'appui sur terrain neutre.
| Rang | Équipe                 | Pts  | J  | G  | N  | P  | Bp | Bc | Diff |
| ---- | ---------------------- | ---- | -- | -- | -- | -- | -- | -- | ---- |
| 1    | Barnet                 | 92   | 46 | 28 | 8  | 10 | 94 | 46 | +48  |
| 2    | Bristol Rovers R       | 91   | 46 | 25 | 16 | 5  | 73 | 34 | +39  |
| 3    | Grimsby Town           | 86   | 46 | 25 | 11 | 10 | 74 | 40 | +34  |
| 4    | Eastleigh P            | 82   | 46 | 24 | 10 | 12 | 87 | 61 | +26  |
| 5    | Forest Green Rovers    | 79-3 | 46 | 22 | 16 | 8  | 80 | 54 | +26  |
| 6    | Macclesfield Town      | 78   | 46 | 21 | 15 | 10 | 60 | 46 | +14  |
| 7    | Woking                 | 76   | 46 | 21 | 13 | 12 | 77 | 52 | +25  |
| 8    | Dover Athletic P       | 68   | 46 | 19 | 11 | 16 | 69 | 58 | +11  |
| 9    | Halifax Town           | 66   | 46 | 17 | 15 | 14 | 60 | 54 | +6   |
| 10   | Gateshead              | 66   | 46 | 17 | 15 | 14 | 66 | 62 | +4   |
| 11   | Wrexham                | 66   | 46 | 17 | 15 | 14 | 56 | 52 | +4   |
| 12   | Chester                | 63   | 46 | 19 | 6  | 21 | 64 | 76 | -12  |
| 13   | Torquay United R       | 61   | 46 | 16 | 13 | 17 | 64 | 60 | +4   |
| 14   | Braintree Town         | 59   | 46 | 18 | 5  | 23 | 56 | 57 | -1   |
| 15   | Lincoln City           | 58   | 46 | 16 | 10 | 20 | 62 | 71 | -9   |
| 16   | Kidderminster Harriers | 57   | 46 | 15 | 12 | 19 | 51 | 60 | -9   |
| 17   | Altrincham P           | 56   | 46 | 16 | 8  | 22 | 54 | 73 | -19  |
| 18   | Aldershot Town         | 53   | 46 | 14 | 11 | 21 | 51 | 61 | -10  |
| 19   | Southport              | 51   | 46 | 13 | 12 | 21 | 47 | 72 | -25  |
| 20   | Welling United         | 45   | 46 | 11 | 12 | 23 | 52 | 73 | -21  |
| 21   | Alfreton Town          | 45   | 46 | 12 | 9  | 25 | 49 | 90 | -41  |
| 22   | Dartford               | 39   | 46 | 8  | 15 | 23 | 44 | 74 | -30  |
| 23   | Telford United P       | 36-3 | 46 | 10 | 9  | 27 | 58 | 84 | -26  |
| 24   | Nuneaton Town          | 36-3 | 46 | 10 | 9  | 27 | 38 | 76 | -38  |

| Légende : Qualifications et relégations | Légende : Qualifications et relégations                   |
| --------------------------------------- | --------------------------------------------------------- |
|                                         | Promu en League Two                                       |
|                                         | Qualification pour les barrages d'accession en League Two |
|                                         | Relégation en League Two                                  |
|                                         | R : Relégué en 2013-2014 P : Promu en 2013-2014           |

### Playoffs
|  | Demi-finales        | Demi-finales | Demi-finales | Demi-finales   |   |   | Finale | Finale | Finale |  |  |  |  |  |  |  |
|  |                     |              |              |                |   |   |        |        |        |  |  |  |  |  |  |  |
|  |                     |              |              |                |   |   |        |        |        |  |  |  |  |  |  |  |
|  |                     |              |              |                |   |   |        |        |        |  |  |  |  |  |  |  |
|  | Bristol Rovers      | 1            | 2            |                |   |   |        |        |        |  |  |  |  |  |  |  |
|  | Bristol Rovers      | 1            | 2            |                |   |   |        |        |        |  |  |  |  |  |  |  |
|  | Forest Green Rovers | 0            | 0            |                |   |   |        |        |        |  |  |  |  |  |  |  |
|  | Forest Green Rovers | 0            | 0            | Bristol Rovers | 1 | 5 |        |        |        |  |  |  |  |  |  |  |
|  |                     |              |              |                | 1 | 5 |        |        |        |  |  |  |  |  |  |  |
|  |                     | Grimsby Town | 1            | 3              |   |   |        |        |        |  |  |  |  |  |  |  |
|  | Grimsby Town        | Grimsby Town | 1            | 3              | 2 | 3 |        |        |        |  |  |  |  |  |  |  |
|  | Grimsby Town        |              |              |                |   |   |        |        |        |  |  |  |  |  |  |  |
|  | Eastleigh FC        | 1            | 0            |                |   |   |        |        |        |  |  |  |  |  |  |  |
|  | Eastleigh FC        | 1            | 0            |                |   |   |        |        |        |  |  |  |  |  |  |  |

|  | Tirs au but |

|  | Score de l'équipe recevant |